# Tlaclitonatio
Tlaclitonatio – w mitologii azteckiej bóg świata podziemnego i światła.
Tlaclitonatio reprezentował Ziemię poprzez postać człowieka przedstawianego jako niosącego symbol Słońca na ramieniu i z symbolami ciemności i śmierci pod stopami. Gdy słońce zachodzi, Tlachitonatiuh zapala pochodnię i daje światło umarłym. 